# Helina mallocerca
Helina mallocerca este o specie de muște din genul Helina, familia Muscidae, descrisă de Xue în anul 2002.
Este endemică în Xinjiang. Conform Catalogue of Life specia Helina mallocerca nu are subspecii cunoscute.